# 716 Берклі
716 Бе́рклі (716 Berkeley) — астероїд головного поясу, відкритий 30 липня 1911 року.
Тіссеранів параметр щодо Юпітера — 3,297.